# Kubáňovo
Kubáňovo (węg. Szete) – wieś (obec) na Słowacji położona w kraju nitrzańskim, w powiecie Levice. Pierwsze wzmianki o miejscowości pochodzą z roku 1236. 
Według danych z dnia 31 grudnia 2012, wieś zamieszkiwały 284 osoby, w tym 146 kobiet i 138 mężczyzn.
W 2001 roku rozkład populacji względem narodowości i przynależności etnicznej wyglądał następująco:
- Słowacy – 20,19%
- Czesi – 0,32%
- Romowie – 0,32%
- Węgrzy – 78,23%

Ze względu na wyznawaną religię struktura mieszkańców kształtowała się w 2001 roku następująco:
- Katolicy rzymscy – 93,69%
- Ewangelicy – 0,32%
- Ateiści – 4,42%
- Nie podano – 0,95%